# Palatul Türkmenbașy
Palatul Türkmenbașy este o clădire publică din orașul Așgabat, capitala Republicii Turkmenistan.
Sediu al președinției republicii, ale cărei lucrări au fost finalizate în martie 1997, își datorează numele lui Saparmurat Niiazov, primul președinte al Turkmenistanului independent (1991-2006) care s-a autoproclamat „Türkmenbașy”, adică „Liderul turkmenilor”.

## Descriere
Noul palat prezidențial face parte din planul urbanistic dorit de Saparmurat Niiazov pentru a-și „regândi” capitala și a o dota cu infrastructuri moderne. Construcția acestei clădiri monumentale a fost încredințată grupului francez Bouygues, în colaborare cu arhitecții din Ministerul Construcțiilor și Arhitecturii din Turkmenistan și firmele franceze de arhitectură Bellon și Art Études (pentru design interior).
Înconjurat de un parc de 20.000 de metri pătrați împodobit cu specii rare și compoziții vegetale originale, este precedat de o curte acoperită cu pavaj de granit în trei nuanțe diferite, împodobită cu fântâni și iazuri.
Clădirea principală este inspirată atât din clasicismul francez, cât și din arhitectura otomană, dar și din tendințele arhitecturale care pretind a fi moștenitoarele arhitecturii tradiționale turkmene1. Precedat de un portic tetrastil (cu patru coloane pseudo-dorice) de inspirație antică, palatul formează un vast ansamblu care se extinde pe trei niveluri. Exteriorul surprinde prin tonurile deschise ale pereților (acoperiți cu plăci de marmură de Carrara) străpunși cu ferestre mari cu spaliere aurii, contrastând cu masa cupolei centrale (22 metri în diametru) placată cu emailuri de Briare împodobită cu foiță de aur, prelungită cu un stâlp având culorile naționale.
Interiorul este organizat în jurul salonului ceremonial mare, structurat în jurul unei scări monumentale cu două etaje. Pardoselile, alcătuite din incrustații de stejar și mahon, răspund tonurilor de bej ale pereților și culorilor mai marcate ale coloanelor de marmură de Pirinei sau „Botticino”. Ușile monumentale (din bronz) care deservesc diferitele încăperi sunt decorate cu modele geometrice sau cu vulturul cu cinci capete (brațele prezidențiale). Parterul este ocupat aproape în întregime de salonul mare de ceremonii, cu excepția sălii de banchete și a oratoriului privat al președintelui. Lifturile panoramice din sticlă mată oferă acces la etajele superioare.
Primul etaj găzduiește biroul președintelui, dar și sala de consiliu, împodobită cu lemn de nuc. Pe ambele părți ale acestor două săli se află și Sala Acreditărilor, un loc în care sunt primiți ambasadori, dar și oaspeți distinși și șefi de stat străini. Mobilierul său este deosebit de îngrijit, incluzând o comodă în stil Ludovic al XVI-lea din mahon mărăcine și din bronz, fotolii din lemn prețios și catifea și o masă din mahon din Honduras. Toate aceste camere găzduiesc covoare tradiționale din cele cinci provincii ale țării (Ahal, Lebap, Dașoguz, Balkan și Mary).
Etajul doi este format din apartamentele personale ale președintelui, precum și din apartamentele rezervate oaspeților distinși. Există, de asemenea, o sală de sport și o piscină.
Două aripi laterale au fost adăugate structurii principale. Acestea găzduiesc birourile mai multor miniștri și servicii administrative.